# Mil Mi-3
Mil Mi-3 (rusky Миль Ми-3) je označení pro dva projekty sovětských vrtulníků. Oba projekty počítaly se stavbou vylepšených verzí již stávajících vrtulníků Mil Mi-1 a Mil Mi-2. Projekt vycházející ze stroje Mi-1 nebyl nikdy prakticky realizován. Plány na přestavbu stroje Mi-2 byly realizovány pouze v podobě makety.

## Projekty
První projekt z roku 1956, který získal pracovní označení Mil Mi-3, počítal s přestavbou vrtulníku Mil Mi-1 na větší verzi. Ta měla být schopna transportovat kromě pilota až tři další cestující. Běžná verze Mi-1 mohla transportovat jen pilota a dva pasažéry. Plánována byla také výměna dvoulistého nosného rotoru za čtyřlistý. Tyto plány však nebyly nikdy realizovány.
V roce 1964 se zrodil další projekt, který získal označení Mil Mi-3 a který vešel oproti předchozímu projektu ve větší známost. Mělo se jednat o přestavbu vrtulníku Mil Mi-2, kde byly využity také některé prvky použité později u větších úspěšných strojů Mil Mi-8. Zvětšený trup, vycházející z Mi-2, mohl pojmout až deset pasažérů. Ze stroje Mi-8 byl přebrán čtyřlistý hlavní rotor (namísto třílistého u Mi-2) a nahrazen byl také dvoulistý nosný vyrovnávací rotor za třílistý, přebraný ze stroje Mi-8. Vrtulníky Mi-3 měly být pravděpodobně vybaveny také modernějšími motory Izotov TV2-117, ačkoliv podle ruských pramenů měl nést motory Izotov GTD-350 nebo Izotov GTD-550. Vrtulníky Mi-3 byly plánovány do výroby jako náhrada za stroje Mil Mi-4. Varianta Mi-3 vznikla pouze jako maketa a projekt nebyl nikdy realizován. Z tohoto projektu v Polsku později vzešel nový vrtulník PZL W-3 Sokół.